# Ceratocanthus semistriatus
Ceratocanthus semistriatus är en skalbaggsart som beskrevs av Ernst Friedrich Germar 1843. Ceratocanthus semistriatus ingår i släktet Ceratocanthus och familjen Hybosoridae. Inga underarter finns listade i Catalogue of Life.